# مونكييرو
مونكييرو هي بلدية (كوميون) في مقاطعة كونيو في منطقة بيدمونت الإيطالية، وتقع على بعد نحو 59 كيلومتر (37 ميل) جنوب شرق تورينو ونحو 35 كيلومتر (22 ميل) شمال شرق كونيو. اعتبارًا من 31 ديسمبر 2004، كان عدد سكانها 560 نسمة ومساحتها 5.0 كيلومتر مربع (1.9 ميل2). 
تقع مونكييرو على حدود البلديات التالية: دولياني، ليكيو تانارو، مونفورتي دي ألبا، نوفيللو (بيدمونت).